# KOMET (磁気浮上式鉄道)
KOMET（ドイツ語: Komponentenmeßtrager）は、ドイツで開発された電磁吸引支持方式 (ElectroMagnetic Suspension System(EMS)) の磁気浮上式鉄道である。

## 概要
高速の都市間輸送を担うために、旧西ドイツのメッサーシュミット・ベルコウ・ブローム (MBB) で1970年代初頭に開発が始まった。吸引式磁気浮上を採用して14mm浮上した。通常時の推進にはリニア誘導モータを使用した。1975年には実験線でヴァルター機関による水蒸気ロケット推進で401.3km/hの記録を樹立した。

## 車両
KOMETは全部で1両が製造された。

## 構造
浮上は強力な電磁石による磁気吸引方式。当時は適切な浮上高を模索していた時期で、後年のトランスラピッドやクラウス＝マッファイの技術を導入したHSSTよりも高い浮上高の14mmだった。
また推進力は、車上一次式リニア誘導モータで得られる。